# عملية ديفيل
عملية ديفيل هي أول عملية كيميائية صناعية طورت لإنتاج الألومينا من البوكسيت، وهي تنسب إلى اسم الفرنسي هنري ديفيل Henri Sainte-Claire Deville الذي طورها سنة 1859.
تعتمد العملية على استخلاص الألومينا باستخدام كربونات الصوديوم. الخطوة الأولى تكون بإجراء عملية تكليس للبوكسيت عند درجات حرارة تقارب 1200 °س بوجود كربونات الصوديوم وفحم الكوك، حيث يحول الألومينا إلى ألومينات الصوديوم، ويبقى أكسيد الحديد كما هو دون تغيير، في حين أن السيليكا تشكل بولي سيليكات.
في الخطوة الثانية يضاف محلول هيدروكسيد الصوديوم، والذي يذيب ألومينات الصوديوم، تاركاً الشوائب كرواسب صلبة. تعتمد الكمية المضافة من NaOH على كمية السيليكا الموجودة في الخامة. يتم بعد ذلك تصفية المحلول، مع قرقرة ثنائي أكسيد الكربون مما يؤدي إلى ترسيب هيدروكسيد الألومنيوم تاركاً وراءه محلول من كربونات الصوديوم، الذي يسترجع ويعاد تدويره من أجل استخدامه في الخطوة الأولى مجدداً.
يتم في خطوة لاحقة تكليس هيدروكسيد الألومنيوم للحصول على الألومينا.
انتشرت المنشآت الصناعية التي كانت تستخدم هذه الطريقة في فرنسا حتى سنة 1923، وفي كل من ألمانيا وبريطانيا حتى اندلاع الحرب العالمية الثانية. حالياً يستغنى عن هذه الطريقة، التي جرى التخلي عنها لصالح عملية باير.

## اقرأ أيضاً
- ألومنيوم

## للمزيد من الاطلاع
- Wisniak، Jaime (2004). "Henri Étienne Sainte-Claire Deville: A Physician Turned Metallurgist". Journal of Materials Engineering and Performance. ج. 13 ع. 2: 117. Bibcode:2004JMEP...13..117W. DOI:10.1361/10599490418271.
- Oesper، R. E.؛ Lemay، P. (1950). "Henri Sainte-Claire Deville, 1818-1881". Chymia. ج. 3: 205–221. JSTOR:27757153.
- McNeil، Ian (1 يونيو 2002). Encyclopaedia of the History of Technology. ص. 103. ISBN:9780203192115. مؤرشف من الأصل في 2020-01-25.
- Jahresbericht uber die Fortschritte der chemischen Technologie fur Fabrikanten Hutten und Forsleute, Cameralisten, Chemiker und Pharmaceuten. 1856. ص. 5. مؤرشف من الأصل في 2020-01-25.
- Banks، Alton (1990). "Sodium". Journal of Chemical Education. ج. 67 ع. 12: 1046. Bibcode:1990JChEd..67.1046B. DOI:10.1021/ed067p1046.
- Hartmann، Gérard. "L'aluminium historique" (PDF). مؤرشف من الأصل (PDF) في 2013-04-29.